# Rheinstahl
Die Rheinische Stahlwerke AG (Rheinstahl-Konzern) war ein Unternehmen der Stahlindustrie sowie des Maschinen- und Anlagenbaus mit Sitz in Duisburg-Meiderich und ab 1926 in Essen.

## Geschichte

### Von der Gründung bis 1918
Der Grundstein des Unternehmens wurde 1870 durch die Gründung der Société Anonyme Aciéries du Rhin in Paris durch Barthold Suermondt gelegt, die 1872 in Rheinische Stahlwerke umfirmierte. Der Sitz wurde nach Meiderich verlegt. Suermondt setzte als technische Direktoren seinen Sohn William Suermondt und seinen Vetter George Oktave Pastor ein. Bereits im Jahr 1875 verfügte das Werk über acht Konverter, die nach dem Bessemer-Verfahren Stahl produzierten. Im Jahr 1879 gelang es durch die Vermittlung des neuen Technischen Direktors Gustave Léon Pastor, einem Bruder von George Oktave und seit 1878 auch sein Nachfolger, sowohl für die Rheinischen Stahlwerke als auch für den Hörder Bergwerks- und Hütten-Verein, welche bisher beide nach dem Bessemer-Verfahren arbeiteten, als Erste auf deutschem Zollgebiet eine Lizenz von Sidney Gilchrist Thomas für das neue Thomas-Verfahren zu erwerben. Diese Innovation aber auch die Verteilung von Unterlizenzen führte während der Laufzeit des Patentschutzes in den nächsten 15 Jahren zu einer rasanten Unternehmenssteigerung. Dafür wurden die Rheinischen Stahlwerke auf der Rheinisch-Westfälischen Industrie- und Gewerbeausstellung im Jahre 1880 in Düsseldorf mit der silbernen Staatsmedaille geehrt.

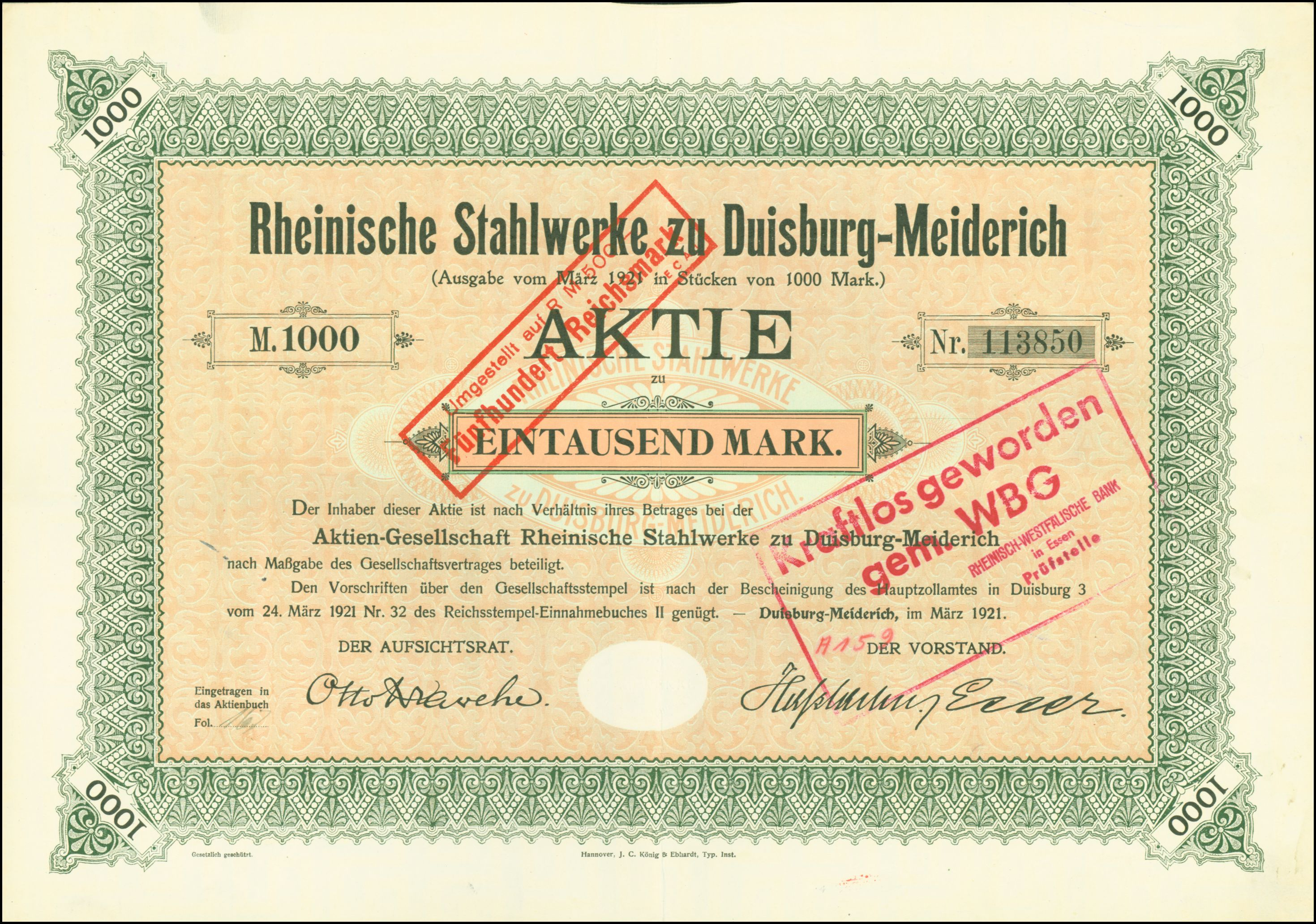
Aktie über 1000 Mark der Rheinischen Stahlwerke zu Duisburg-Meiderich vom März 1921

Im Jahr 1881/1882 wurde ein neues Schienenwalzwerk errichtet, auf dem bis zu 20 m lange Schienen an einem Stück ausgewalzt werden konnten, die Belegschaft beläuft sich auf 1.331 Personen. Im selben Jahr wurde die Minette (Erz)-Grube Alringen in Lothringen erworben, um Zugriff auf Erze für den Thomasprozess zu bekommen. (Wegen der hohen Frachtkosten per Bahn wurde allerdings erst ab 1901 das Erz auch wirklich im eigenen Hochofen verwendet.) In Duisburg wurde 1884/1885 mit dem Bau eines Siemens-Martin-Stahlwerks und 1887/1888 zweier Hochöfen ein integriertes Hüttenwerk errichtet, 1891 arbeiten 2.100 Menschen bei den Rheinischen Stahlwerken. 1896/1897 wurde ein dritter Hochofen errichtet und durch den Erwerb der Zeche Centrum 1899/1900 auch ein Bergwerk zu den Eisen- und Stahlverarbeitungsbetrieben angegliedert; die Belegschaft wuchs von 3.843 auf 7.387. 1903/1904 wurden die Duisburger Eisen- und Stahlwerke AG in Meiderich mit rund 1.500 Arbeitern integriert und das Produktprogramm damit in Richtung verfeinerter Produkte erweitert. 1904 und 1908 wurden ein vierter und fünfter Hochofen errichtet – die Roheisenerzeugung wurde auf 400.000 t/a gesteigert. 1910/1911 wurde die Ilsenburger Hütte erworben und kurz darauf stillgelegt, um die Beteiligungsziffern des Stahlwerksverbandes auf die Duisburger Stahlwerke zu übertragen. 1911/1912 wurden durch den Kauf der Vereinigte Walz- und Röhrenwerke AG (WURAG) in Hohenlimburg nochmals die Weiterverarbeitungskapazitäten erweitert – die Belegschaft wuchs auf 11.697 Personen.

### 1918–1945
1922 fusioniert die Arenbergsche AG für Bergbau und Hüttenbetrieb mit der Zeche Prosper auf die Rheinischen Stahlwerke. Ferner wurde 1924 eine Interessengemeinschaft mit der I.G. Farben geschlossen, die bis 1945 bestand. Ziel der Interessengemeinschaft war es, den Kohlenbedarf der I.G. Farben zu sichern.
1926 brachte die Rheinische Stahlwerke AG ihre Erzgruben und Stahlbetriebe in die neu gegründete Vereinigte Stahlwerke AG ein, führten den Zechenbesitz und Kohlenhandel aber in Eigenregie weiter. Im Gegenzug für die Einbringung der Beteiligungen erhielt das Unternehmen eine Aktienbeteiligung an der Vereinigte Stahlwerke AG. Bis Kriegsende gehörte die Rheinische Stahlwerke AG zu den Großaktionären des Stahlkonzerns.

Logo der Rheinstahl AG seit 1958, sogenannter „Rheinstahl-Bogen“, inspiriert von der Form des Rheinstahl-Pavillons auf der Hannover Messe 1955

### Nach 1945
In der Entflechtung der Vereinigten Stahlwerke nach dem Zweiten Weltkrieg behielt die Rheinstahl AG zunächst die Bergwerke und war mit 42 % am Bochumer Verein beteiligt. Die Arenberg Bergbau GmbH (ab 1958 Rheinstahl Bergbau) mit Sitz in Bottrop umfasste u. a. die Zechen Prosper, Brassert, Centrum und Fröhliche Morgensonne. Das ursprüngliche Hüttenwerk in Duisburg-Meiderich blieb endgültig bei der Hüttenwerke Phoenix AG und war bereits zu Zeiten der Vestag mit der unmittelbar benachbarten Ruhrorter Phoenix-Hütte zusammengelegt worden. Der Rheinstahl-Anteil an der I.G. Farben wurde durch die Entflechtung in eine Mehrheitsbeteiligung an der Firma Dynamit Nobel, die in der I.G. Farben aufgegangen war, umgewandelt. Diese Mehrheitsbeteiligung stieß Rheinstahl 1959 an Friedrich Flick ab.
Das Unternehmen wurde nun konsequent um Weiterverarbeitungsbetriebe erweitert, die oftmals ehemalige Betriebe der Vereinigten Stahlwerke waren. 1952 wurden mehrere Unternehmen erworben, wie die Hanomag, die Dortmunder Union Brückenbau, die Nordseewerke Emden, Concordiahütte GmbH in Bendorf, Eisenwerk Wanheim GmbH in Duisburg-Wanheim-Angerhausen, Siegener Eisenbahnbedarf, Stahlbau Eggers GmbH in Hamburg und einige weitere, und wurden zur Rheinstahl-Union Maschinen- und Stahlbau AG mit Sitz in Düsseldorf zusammengefasst. Mit der Stahlbau Eggers GmbH, die u. a. Fahrtreppen und Aufzüge herstellte, wurde der Grundstein der späteren Thyssenkrupp Elevator gelegt. 1954 wurden die Anteile am Bochumer Verein an den schwedischen Industriellen Axel Wenner-Gren verkauft. 1957 schließlich wurde die Ruhrstahl AG in Hattingen mit u. a. der Henrichshütte und die Rheinisch-Westfälische Eisen- und Stahlwerke AG (RWES AG) in Mülheim erworben; mit letztgenanntem kamen u. a. der Schalker Verein, die Friedrich Wilhelms-Hütte, die Gießerei Meiderich, die Eisenwerk Hilden AG und das Gussstahlwerk Gelsenkirchen zu Rheinstahl. 1959 wurde von Friedrich Flick im Gegenzug zum Erwerb der Dynamit Nobel-Aktien (s. oben), die Gußstahlwerk Witten AG erworben. 1963 wurden die Ruhrstahl AG und die RWES AG zur Rheinstahl Hüttenwerke AG zusammengeführt. 1964 wurde das Unternehmen durch den Kauf der Kasseler Henschel-Werke nochmals bedeutend erweitert. Die LKW-Sparten der Hanomag und der Henschel-Werke wurden 1969 zur Hanomag-Henschel Fahrzeugwerke GmbH (HHF) fusioniert und 1971 von der Daimler-Benz AG übernommen. Aufsichtsratsvorsitzender der Rheinstahl AG war von 1958 bis 1965 Ludwig Holle.

Somit wuchs der Rheinstahl-Konzern zu einem der größten Stahl- und Maschinenbauunternehmen in Deutschland heran. Der Konzern besaß nun ein integriertes Hüttenwerk in Hattingen, weitere Hochöfen in Mülheim und beim Schalker Verein in Gelsenkirchen, diverse Gießereibetriebe und eine starke Maschinen- und auch Fahrzeugbausparte. Im Rahmen des Wachstums wurde 1958 der „Rheinstahl-Bogen“ als gemeinsames Logo für alle Tochterunternehmen eingeführt. Bekannt wurde in dieser Zeit insbesondere die Rheinstahl-Union Brückenbau AG, durch Bauwerke wie den Assuan-Staudamm in Ägypten und die Zoobrücke in Köln.

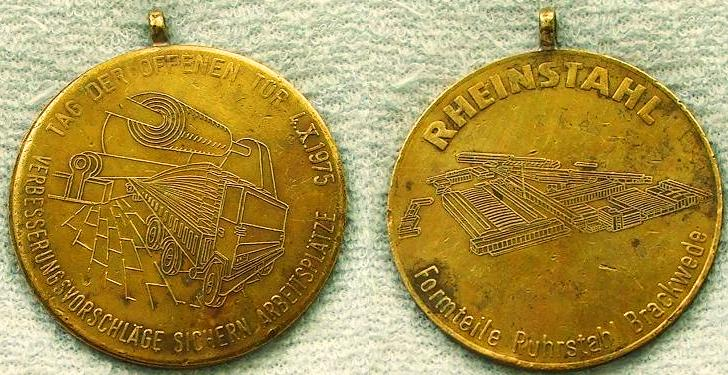
1975 Rheinstahl Medaillen

Der Konzern geriet Ende der 1960er Jahre jedoch in finanzielle Bedrängnis, die auch durch eine Umstrukturierung Anfang der 1970er Jahre nicht entscheidend verändert werden konnte. Die Bergwerke wurden 1968 in die Ruhrkohle AG eingebracht. Am 21. Februar 1973 wurde dann einvernehmlich bekanntgegeben, dass die August Thyssen-Hütte AG (ATH) eine Mehrheitsbeteiligung an der Rheinstahl AG anstrebt – bereits am 14. März 1973 befand sich die Mehrheit der Anteile im Besitz der ATH. Die Weiterverarbeitungs- und Maschinenbaubetriebe verblieben bei der Rheinstahl AG, während die Stahl- und Gießereibetriebe auf die August Thyssen-Hütte übertragen wurden. Im Laufe des Jahres 1976 wurde der Name „Rheinstahl“ dann aufgegeben, das Unternehmen in Thyssen Industrie AG umbenannt und der gesamte Konzern unter dem neuen Markenzeichen, bestehend aus dem Rheinstahl-Bogen und dem Schriftzug Thyssen, zusammengefasst; der Name wurde zu Thyssen AG geändert.

## Heute
Seit der Fusion von Thyssen und Krupp gehören somit alle ehemaligen Unternehmungen des Rheinstahl-Konzerns zu Thyssenkrupp, auch das Firmenlogo des früheren Rheinstahl-Konzerns, der sogenannte Rheinstahl-Bogen, bildet heute noch einen Teil des Logos der Thyssenkrupp AG.
Die ehemalige Konzernzentrale im Essener Südviertel, das Rheinstahl-Hochhaus westlich des Hauptbahnhofs unmittelbar auf der Südseite der Eisenbahntrasse beherbergte zuletzt die Zentrale der ThyssenKrupp-Sparte „Technologies“, bevor es 2015 verkauft wurde.
Das von Rheinstahl in Auftrag gegebene Haus Ruhrort befindet sich in gleichnamigen Stadtteil Duisburgs. Hier hätte die Rheinische Stahlwerke AG ihre neue Konzernzentrale bezogen, bevor es noch vor der Fertigstellung Teil der Vestag wurde.

## Rheinstahl Stiftung
Der Name Rheinstahl lebt heute weiter in der rechtsfähigen, gemeinnützigen „Rheinstahl Stiftung“, die seit ihrer Gründung am 15. November 1960 Stipendien an leistungsbereite, ehrenamtlich engagierte Studierende der Ingenieur-, Wirtschaftswissenschaften und MINT-Studienfächer vergibt. Bis heute hat die Stiftung rund 8.000 Stipendiaten und Stipendiatinnen gefördert.
Die Stiftung unterstützt ihre Stipendiatinnen und Stipendiaten durch die finanzielle Förderung und stipendienbegleitende Angebote, hervorragende Studienleistungen zu erreichen, gesellschaftliches Engagement auszuüben, Verantwortung zu übernehmen sowie ein aktives Interesse an der Industrie weiterzuentwickeln.
Die Rheinstahl Stiftung fördert pro Jahr bis zu 50 Studierende sowohl an Universitäten und an Fach-/ Hochschulen als auch an anderen Ausbildungsinstitutionen im Inland und im Ausland. Die Vergabe der Stipendien erfolgt einmal pro Jahr.

## Galerie

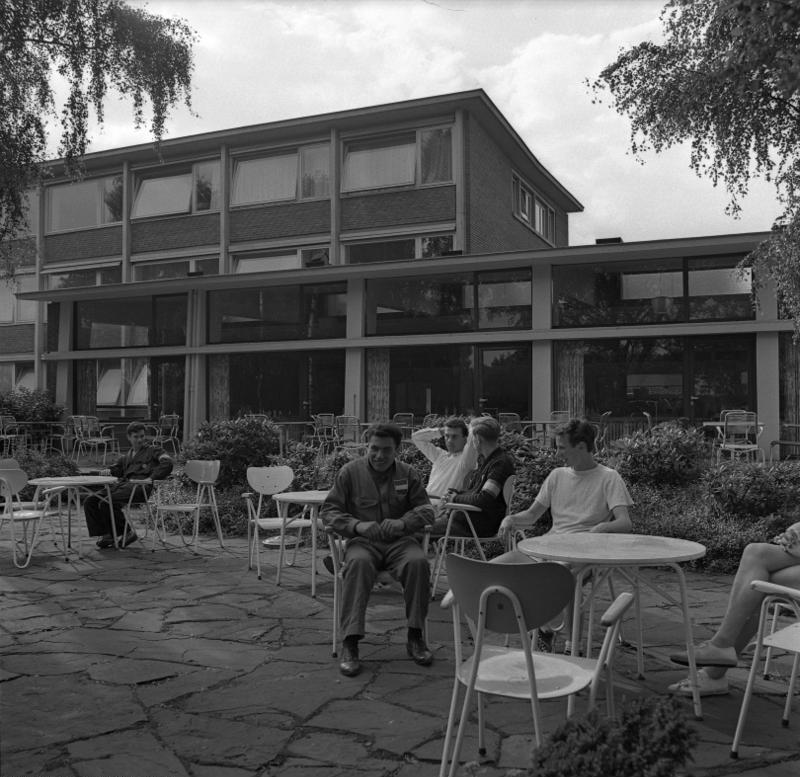
Rheinstahl-Gebäude
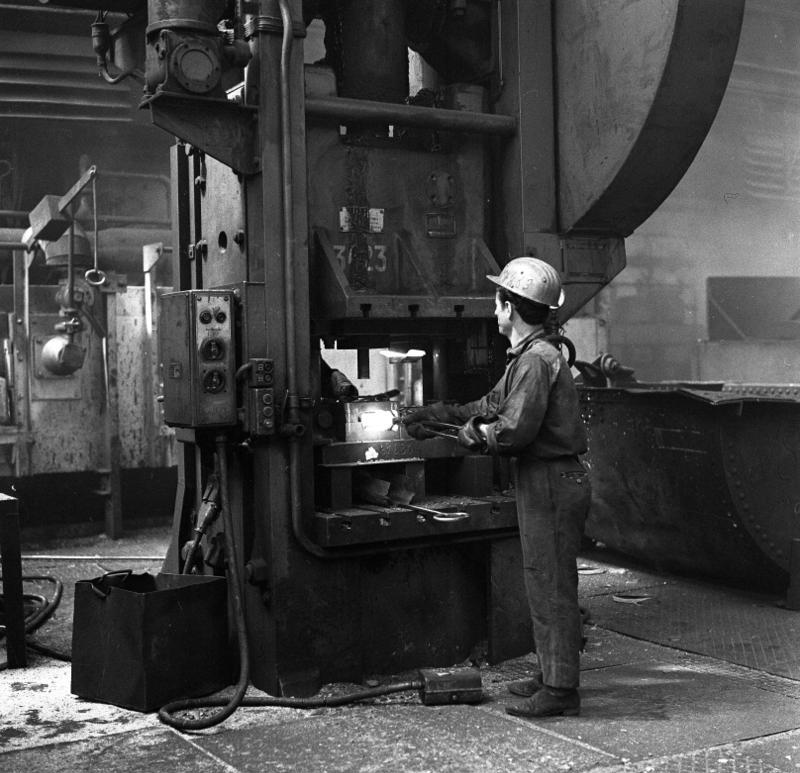
Schmiede der Rheinstahl Wanheim GmbH, Duisburg, Austragungsstätte für den internationalen Berufswettkampf

## Tochterfirmen
- Nordseewerke Emden GmbH ab 1957, Werft (MS Rheinstahl)
- Rheinstahl Bergbau AG, Bottrop
- Rheinstahl Hüttenwerke AG, Essen, ab 1963 (aus Ruhrstahl AG und Rheinisch-Westfälische Eisen- und Stahlwerke AG)
- Rheinstahl-Union Maschinen- und Stahlbau AG, Düsseldorf, diese wiederum mit folgenden Tochterunternehmen:
  - Rheinstahl Eggers-Kehrhahn GmbH, Hamburg, ab 1952
  - Hanomag, Hannover
  - Rheinstahl-Union Brückenbau AG, Dortmund
  - Rheinstahl Wagner Maschinenfabrik mbH, Dortmund
  - Siegener Eisenbahnbedarf AG
  - Concordiahütte GmbH, Bendorf
  - Rheinstahl Wanheim GmbH, Duisburg
- Hanomag-Henschel
- Gußstahlwerk Witten AG, Witten, ab 1959
- Ruhrstahl AG, Hattingen
- Eisenwerke Mülheim/Meiderich GmbH, Mülheim, Tochter der Rheinisch-Westfälische Eisen- und Stahlwerke AG
- Eisenwerk Gelsenkirchen AG, Gelsenkirchen, Tochter der Rheinisch-Westfälische Eisen- und Stahlwerke AG
- Gussstahlwerk Gelsenkirchen AG, Tochter der Rheinisch-Westfälische Eisen- und Stahlwerke AG
- Eisenwerk Hilden AG, Tochter der Rheinisch-Westfälische Eisen- und Stahlwerke AG
- Gußstahlwerk Oberkassel AG, Düsseldorf, ab 1957 (als Tochter der Ruhrstahl AG)